# Raf (zanger)

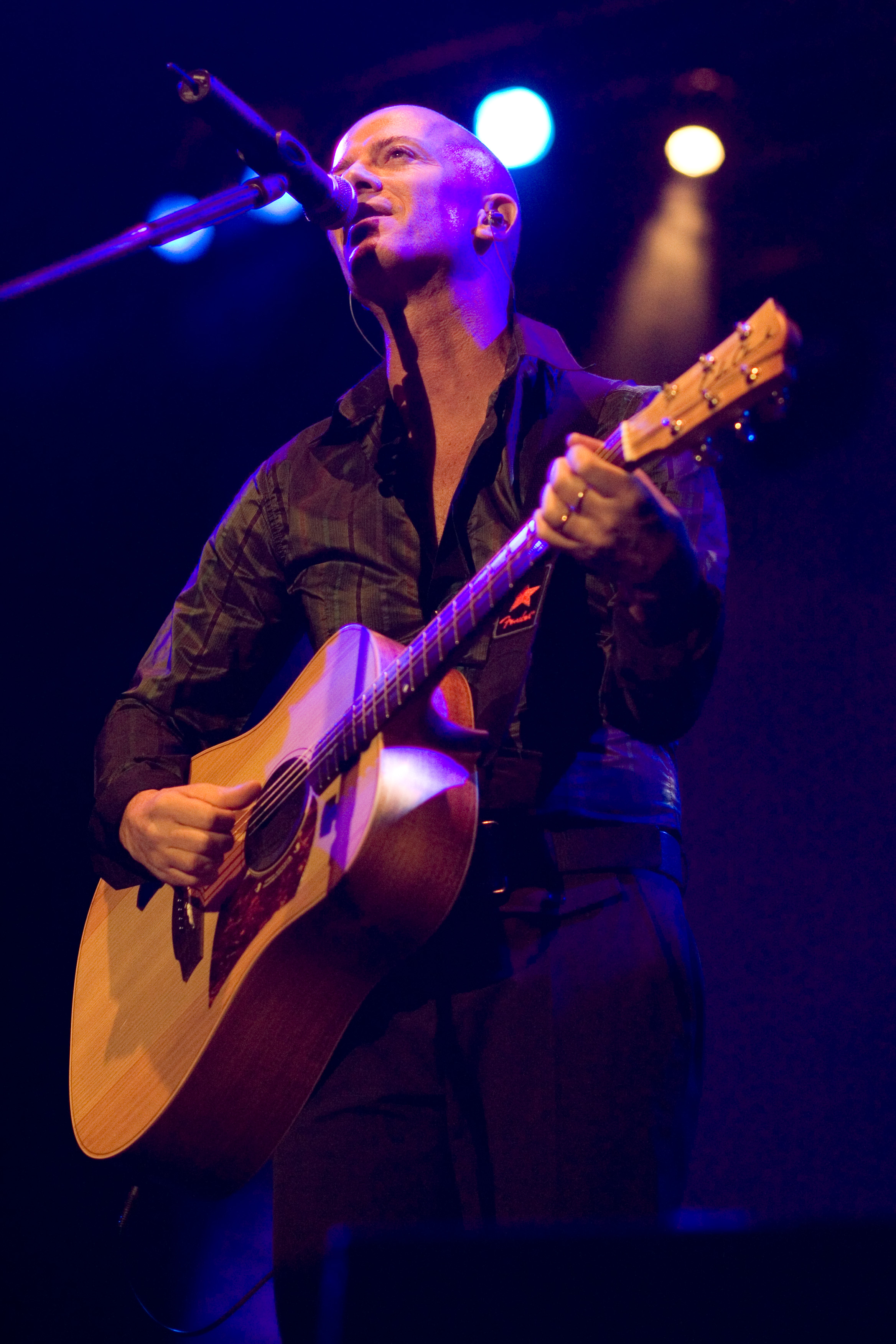
Raf in 2006

Raf, artiestennaam van Raffaele Riefoli (Margherita di Savoia, 29 september 1959), is een Italiaanse zanger. In sommige Europese landen gebruikte hij de artiestennaam Raff.

## Biografie
Raf speelde eerst in een band, maar werd pas in 1984 echt bekend met zijn album Self control, waarvan de titelsong wereldwijd bekend werd in de vertolking van Laura Branigan.
In 1987 was hij een van de schrijvers van het lied Si può dare di più, dat het San Remo Festival zou winnen in de vertolking van Umberto Tozzi, Gianni Morandi en Enrico Ruggeri. Datzelfde jaar schreef hij ook mee aan Gente di mare, een duet dat hij zong met Tozzi en waarmee zij Italië vertegenwoordigden op het Eurovisiesongfestival van 1987 in Brussel. Het lied werd derde en groeide in diverse Europese landen uit tot een grote hit en een songfestivalklassieker.
Een jaar later werd Raf elfde op het San Remo Festival met Inevitabile follia. Ook in 1989 nam hij deel aan het San Remo Festival en won hij het zomerfestival Festivalbar met Ti pretendo. In 1993 won hij dit festival ook met Il battito animale.
In 2005 bracht hij een verzamelalbum uit.

## Discografie

### Albums
- 1987 - Self control
- 1988 - Svegliarsi un anno fa
- 1989 - Cosa resterà...
- 1991 - Sogni...è tutto quello che c'è
- 1993 - Cannibali
- 1994 - Manifesto
- 1996 - Collezione temporanea
- 1998 - La prova
- 2001 - Iperbole
- 2004 - Ouch!
- 2005 - Tutto Raf
- 2006 - Passeggeri distratti
- 2008 - Metamorfosi
- 2009 - Soundview
- 2011 - Numeri
- 2015 - Sono io

### Singles
- 1984 - Self control
- 1984 - Change your mind
- 1985 - I don't want to lose you
- 1986 - Hard
- 1987 - London town
- 1987 - Gente di mare (met Umberto Tozzi)
- 1988 - Inevitabile follia
- 1988 - Svegliarsi un anno fa
- 1989 - Cosa resterà degli anni '80
- 1989 - Ti pretendo
- 1989 - La battaglia del sesso
- 1991 - Interminatamente
- 1991 - Oggi un Dio non ho
- 1991 - Siamo soli nell'immenso vuoto che c'è
- 1991 - Senza respiro
- 1993 - Il battito animale (cd promo)
- 1993 - Due
- 1993 - Stai con me
- 1995 - Sei la più bella del mondo (cd promo)
- 1995 - Sei la più bella del mondo
- 1995 - Il suono c'è (remix)
- 1995 - Dentro ai tuoi occhi
- 1995 - Io e te (promo)
- 1996 - Prima che sia giorno
- 1997 - Malinverno (promo)
- 1997 - Malinverno
- 1998 - Vita, strorie e pensieri di un alieno (promo)
- 1998 - Vita, strorie e pensieri di un alieno (strumentaal)
- 1999 - La danza della pioggia (promo)
- 1999 - Little girl
- 2001 - Il suono dell'attesa...
- 2001 - Infinito (promo)
- 2001 - Infinito (strumentaal)
- 2001 - Infinito (remix)
- 2001 - Via (promo)
- 2001 - Via
- 2002 - Nei silenzi
- 2002 - Oasi (remix)
- 2004 - In tutti i miei giorni
- 2004 - Superstiti
- 2005 - Aria da niente
- 2006 - Dimentica
- 2006 - Passeggeri distratti
- 2015 - Come una favola